# سیدبیگ لو
سیدبیگ لو یک روستا در ایران است که در دهستان ارشق مرکزی واقع شده‌است. سیدبیگ لو ۱۲۲ نفر جمعیت دارد.